# Horton hört ein Hu!
Horton hört ein Hu! (Originaltitel: Horton hears a Who!) aus dem Jahr 2008 ist der vierte Computeranimationsfilm der Blue Sky Studios in Spielfilmlänge. Regie führten Jimmy Hayward und Steve Martino.
Der Film basiert auf dem gleichnamigen Kinderbuch von Dr. Seuss aus dem Jahr 1954, welches in einer halbstündigen Zeichentrickfassung (in Deutschland unter dem Titel „Das sprechende Staubkorn“, der Originaltitel war gleich) bereits 1970 im Fernsehen ausgestrahlt wurde. Nach Der Grinch aus dem Jahr 2000 und Ein Kater macht Theater von 2003 ist dies die dritte Adaption eines Buches von Dr. Seuss als Spielfilm, jedoch die erste mittels Computeranimation.

## Handlung
Im Dschungel des Landes Nümpels (im Original: Nool) nimmt der fürsorgliche und verträumte Elefant Horton ein Bad in einem Teich. Zufällig schwebt ein Staubkorn an ihm vorbei, und er hört ein leises Rufen. Im Glauben, es könnten mikroskopisch kleine Leute auf dem Staubkorn leben, fängt er das Staubkorn mit der Blüte einer Kleepflanze auf, die er im Rüssel hält.
Horton findet heraus, dass das Staubkorn die Stadt Hu-Heim (Whoville) beheimatet, geführt von ihrem Bürgermeister Ned McDodd. Ned hat eine Ehefrau, 96 Töchter und einen halbwüchsigen Sohn namens Jo-Jo. Die Tradition sieht vor, dass der älteste Sohn des Bürgermeisters sein Amt übernehmen soll. Ned schenkt Jo-Jo daher besondere Aufmerksamkeit, während dieser eher lustlos auf seine vorgezeichnete Zukunft blickt.
Horton und der Bürgermeister sind sich einig, dass Hu-Heim eine sichere und stabile Umgebung benötigt. So beschließt Horton, das Staubkorn an die Spitze des Berges Nümpelsberg (Mount Nool) zu bringen, dem sichersten Ort im Dschungel. Als Horton aber den anderen Bewohnern des Dschungels von Hu-Heim erzählt, erntet er nichts als Spott und Gelächter für seine vermeintliche Spinnerei. Die Wortführerin der Dschungelmeute, eine überhebliche Kängurumutter, versucht gar, Horton das Staubkorn abzunehmen, damit „solche lächerlichen Ideen nicht in die Köpfe der Kinder gelangen“. Das gar nicht mehr so kleine Kängurujunge findet ihr Verhalten jedoch eher peinlich.
Horton will sich von seinem Vorhaben nicht abbringen lassen und wird daher von den anderen in einen Holzkäfig gesperrt. Das Staubkörnchen wollen sie in einem Kessel voll kochendem Bieselnuss-Öl (Beezlenut-Oil) verbrennen. Jetzt schlägt in Hu-Heim Jo-Jos große Stunde: Mit seinem Ideenreichtum und seiner Einsatzbereitschaft schaffen er und die anderen Hu-Heimer es, mit viel Krach und Musik auch die restlichen Dschungelbewohner von ihrer Existenz zu überzeugen. Das kleine Känguru löst sich von seiner Mutter und rettet Blume samt Staubkorn, und die Dschungelmeute sieht ein, dass Hu-Heim auf dem Staubkorn geschützt werden muss. Sogar das herrische Känguru hat ein Einsehen und der Film endet mit einer Freudenfeier.

## Synchronisation
Die deutsche Synchronisation entstand nach einem Dialogbuch von Oliver Rohrbeck unter seiner Dialogregie im Auftrag der Berliner Synchron AG.
| Rolle                     | Englischer Sprecher | Deutscher Sprecher     |
| ------------------------- | ------------------- | ---------------------- |
| Horton                    | Jim Carrey          | Christoph Maria Herbst |
| Bürgermeister Ned McDodd  | Steve Carell        | Uwe Büschken           |
| Känguru                   | Carol Burnett       | Anke Engelke           |
| Rudy                      | Josh Flitter        | Karl Alexander Seidel  |
| Vlad                      | Will Arnett         | Klaus-Dieter Klebsch   |
| Morton                    | Seth Rogen          | Bernd Rumpf            |
| Stadtrat Yummo Wickersham | Dan Fogler          | Lutz Schnell           |
| Dr. Mary Lou Larue        | Isla Fisher         | Victoria Sturm         |
| Sally O’Malley            | Amy Poehler         | Sabine Arnhold         |
| Jo-Jo                     | Jesse McCartney     | Dirk Stollberg         |
| Erzähler                  | Charles Osgood      | Andreas Fröhlich       |

## Produktion
Zum Ende des Films singen die Protagonisten das Lied Can’t Fight This Feeling. In der deutschen Synchronisation wird anstelle des Originaltexts eine deutsche Version gesungen.
Die Produktionskosten wurden auf 85 Millionen US-Dollar geschätzt. Der Film spielte in den Kinos weltweit fast 299 Millionen US-Dollar ein, davon über 154 Millionen US-Dollar in den USA und fast 14 Millionen US-Dollar in Deutschland.

## Kritiken
„Dem tricktechnisch perfekten Animationsfilm gelingt souverän die Balance zwischen überbordender Action und besinnlichen Momenten. Das Strukturprinzip der filmischen Parallelmontage, mit der die kleine und die große Welt verbunden werden, wird mit bewundernswerter Perfektion durchgehalten.“

„Alles in Hu-Heim ist geringelt und gekringelt, fröhlich und gröhlich. Häuser bauen sich wie von selbst und Autos tragen Schuhe. Der Bürgermeister hat 96 flauschige Töchter, einen deprimierten Sohn, und dasselbe Problem wie Horton: Er ist der Einzige, der an die andere Welt glaubt. Ein unsichtbarer Elefant im Himmel? Die Hu-Heimer lachen sich scheckig, obwohl sie schon ziemlich gestreift sind. Glauben spielt in dem Film eine große Rolle. Der Glaube an das, was man nicht sieht. So gesehen könnte Horton also durchaus als göttliche Instanz durchgehen. Doch da der Film den Dschungel und Hu-Heim gleichwertig gegenüberstellt, animiert er zu einer anderen Frage. Eine, die Wissenschaftler und Philosophen seit jeher beschäftigt: Wieso sollte ausgerechnet unsere Welt die einzige im Universum sein?“

„Der Film hält sich an ‚Horten Hears a Who‘, den 1954 entstandenen Kinderbuchklassiker von Dr. Seuss. Der deutsche Filmtitel ‚Horten hört ein Hu‘ behält zwar die Alliteration bei, macht aber die Aufdrucke mit ‚W‘ für Who in der Winzlingswelt unsinnig und verzichtet auf die Bedeutung: Horten hört ein Wer? Hu-Heim, die Welt der Hus, ist eine Art Philanthropistan, in dem sich alle lieb haben, keiner sich verletzen kann und alles rund ausschaut. Auch im Dschungel fehlen Gegner: Die Kängurumutter ist in Wirklichkeit nicht böse, sondern nur ein Kontrollfreak; der von ihr angeheuerte Killer, ein Geier, ist ein Depp. Das aber wird zum Problem für den Film, in dem alle Konflikte limitiert sind. So versandet das Ende in ein süßliches ‚Wir haben uns alle lieb‘.“

„Nach zwei Realverfilmungen kreierten die Blue Sky Studios (‚Ice Age‘, ‚Robots‘) den ersten Trickfilm nach einer Vorlage von Dr. Seuss: ein rasantes, quietschbuntes Spektakel mit putzigen Figuren, schrillen Frisuren – und einer universellen Botschaft, die auch die Kleinsten verstehen. Auf die Größe kommt es nämlich nicht an. Fazit Putzige Außenseiter-Fabel, die liebenswert unaufdringlich zu Toleranz und Miteinander animiert. Hu-hurra!“